# Le Journal des enfants (France)
Cet article concerne l'hebdomadaire français. Pour l'hebdomadaire belge, voir Le Journal des enfants (Belgique).
Pour les articles homonymes, voir JDE.
Le Journal des enfants (JDE en abrégé) est un hebdomadaire français d'actualité s'adressant aux enfants de huit à quatorze ans et dont la paraissant chaque jeudi de 1984 à 2024.

## Historique
Le Journal des enfants est fondé en France en 1984 par Béatrice d'Irube et le quotidien régional L'Alsace-Le Pays. Il sert de modèle au Journal des enfants publié en Belgique à partir de 1992.
En 1989, le JDE compte 100 000 abonnés et en 1993 150 000 abonnés.
En 2009, le Journal des enfants obtient le prix mondial du jeune lecteur, catégorie « liberté de la presse » pour un dossier sur les journalistes enlevés à l'étranger.
En 2016, il obtient la médaille d'argent au prix mondial du jeune lecteur, catégorie « Service public » pour un dossier sur les atteintes à la liberté d'expression dans le monde.
Le Journal des enfants annonce le 28 février 2024 que son dernier numéro sera celui du 28 mars.

## Fermeture
Le 28 mars 2024, pour des raisons financières, le dernier numéro est publié et le site web cesse également de fonctionner,,.